# Gympl
Gympl è un film del 2007, diretto da Tomáš Vorel, con Tomáš Hanák. 

## Trama
Petr, uno studente delle scuole superiori, è un graffitaro, il che preoccupa non poco la madre, che cerca rifugio nell'alcool. Michal, un compagno di scuola di Petr, dalla famiglia decisamente benestante, vuole anch'egli creare graffiti, e i due cominciano ad agire assieme.
La scuola frequentata dai due ragazzi, come suole, è in difficoltà economiche, e per di più è oggetto di critiche da parte di un puntiglioso ispettore scolastico. L'unico insegnante che comprende lo stato d'animo degli studenti è Tomáš, professore di storia dell'arte. È lui che decide, poiché mancano i fondi per un'imbiancatura, di far eseguire agli studenti dei murales nei corridoi, provocando l'apprensione di Mirka, la direttrice, contraria ai metodi di insegnamento del collega, che giudica troppo liberali. Tomáš usa anche far convenire gli studenti a casa propria: qui Klára, una studentessa a dir poco esuberante, ha degli atteggiamenti equivoci nei confronti del professore, che tuttavia non cede alla provocazione.
Petr, nella sua attività di graffitaro, si espone spesso a pericoli, specie quando deve operare in edifici a grossa distanza dal suolo, ed ha avuto anche a che fare con la polizia, che anzi una volta l'ha colto sul fatto, e da allora lo sorveglia. Una notte anche Tomáš, desideroso di sperimentare la passione dei ragazzi, si unisce a Petr e Michal: anche in questo caso la polizia li mette in fuga.
L'ispettore scolastico intanto ha intimato al corpo docente di operare un più rigoroso rilevamento delle assenze, che, se assommano ad una determinata quantità, possono avere conseguenze sgradevoli per gli studenti. Klára, nel tentativo di farsi cancellare delle assenze dal registro che Tomáš sta compilando, cerca di sedurlo. La direttrice li sorprende in atteggiamenti sconvenienti, anche se in realtà nulla è avvenuto fra i due.
Il padre di Pavla, compagna di scuola di Petr e sua fidanzata, sottostima la figlia, giungendo anche ad insultarla apertamente, al punto che la ragazza, esasperata, una sera fugge da casa e si rifugia da Tomáš. Intanto Michal fallisce un'ennesima volta gli esami, non foss'altro che per la negligenza che lo fa arrivare in ritardo alla prova, col risultato che il ragazzo deve essere espulso.
Il facoltoso padre di Michal, dopo una sfuriata col figlio, che rifiuta ostinatamente di iscriversi in un'altra scuola, invita la direttrice Mirka ad una cena a due in un ristorante, e le propone di cercare il modo di non espellere il figlio dalla scuola, offrendole in cambio una lauta sponsorizzazione dell'istituto. Mirka, al successivo collegio dei professori, non solo fa in modo che sia Petr ad essere espulso al posto di Michal, dichiarando che è stato il primo a sviare il secondo, ma riesce a costringere il deprecato Tomáš alle dimissioni, colla minaccia di far intervenire l'autorità giudiziaria imputando il professore di corruzione di minorenne e di falsificazione dei registri di classe.
Tomáš raccoglie le proprie cose dalla scuola, accompagnato da Klára – con la quale, questa volta, fa sesso – mentre degli operai stanno cancellando le pitture degli studenti e sistemando delle telecamere di sorveglianza all'interno dell'edificio.
Petr raggiunge Pavla, che gli fa promettere di interrompere la pericolosa attività di artista metropolitano; il ragazzo pare essersi riappacificato anche con la madre. Quella sera stessa però egli, armato delle sue bombolette ("gympl") spray, è di nuovo all'opera, insieme a Michal e compagni. La polizia li insegue.